# Tarzan at the Earth's Core
Tarzan at the Earth's Core är en roman skriven av Edgar Rice Burroughs, och utgiven 1930.

## Handling
Berättelsen utspelar sig i det underjordiska kontinenten Pellucidar.

### Fotnoter
1. ↑  ”Tarzan at the Earth's Core” (på engelska). Worldcat. 11 mars 1917. http://www.worldcat.org/title/tarzan-at-the-earths-core/oclc/6964038&referer=brief_results. Läst 4 oktober 2014.